# Curvas peligrosas (Los Simpson)
Curvas peligrosas, titulado originalmente, Dangerous Curves, es el quinto episodio de la vigésima temporada de la serie animada Los Simpson, emitido originalmente el 9 de noviembre de 2008 y en Hispanoamérica su estreno fue el 17 de mayo de 2009. El episodio fue escrito por Ian Maxtone-Graham y Billy Kimball, y dirigido por Matthew Faughnan. En el episodio, la familia Simpson va una cabaña en el bosque, donde Homer y Marge empiezan a recordar sus años de noviazgo. Robert Canning de IGN, crítico de Los Simpson, le dio al episodio un puntaje de 5,8.

## Sinopsis
En el día de la Independencia, la familia Simpson decide visitar una cabaña en el bosque. En el camino, encuentran a un adolescente y a su novia, Beatrice, y deciden llevarlos como autoestopistas. Los dos provocan que Homer recuerde cómo eran él y Marge, durante los años en que eran novios.
En el recuerdo, Homer y Marge conducen sus bicicletas a través de una autopista. Homer y Marge tratan de besarse mientras conducen, pero Homer choca su bicicleta y la de su novia, obligándolos a caminar, perdidos. Ned y Maude Flanders, quienes se encontraban en su auto, notan a la pareja y les permiten subir a su auto. Ned y Maude sorprenden a Homer y Marge revelándoles que ambos estaban casados; Ned trata de convencer a Homer de que no hiciese el amor con Marge, para desagrado de Homer. De regreso en el presente, Homer se molesta cuando el adolescente besa a Beatrice, lo cual lo lleva a seguir recordando, en esta ocasión sobre los años en que él y Marge ya estaban casados.
En esa época, Homer y Marge están más estresados. Luego de que su auto se rompe, caminan hacia una casa cercana para pedir prestado el teléfono. El dueño de la casa, Alberto, se encuentra dando una fiesta, e invita a Homer y a Marge a formar parte de ella. Deseando tomarse un respiro, aceptan. Marge se molesta ante el comportamiento de Homer en la fiesta, y se enfurece luego de verlo flirtear con una hermosa mujer llamada Sylvia. Luego de que Homer empuja a Marge dentro de la piscina y comienza una pelea de sushi, Marge se arrepiente de haberse casado con él. En el presente, los Simpson dejan al adolescente y a su novia en una cabaña, mientras que ellos se van a la suya.
Homer y Marge vuelven a recordar los años en que salían, cuando los Flanders los habían dejado en las mismas cabañas en las que estaban en el presente. Flanders logra que Homer y Marge duerman en habitaciones separadas, para gran desilusión por parte de ambos. En sus años de casados, Marge deja la fiesta de Alberto con él y huyen hacia las cabañas. Al mismo tiempo, Homer huye con Sylvia al mismo complejo. Para evitar que el otro descubra sus aventuras, Marge esconde a Alberto en una caja y le pide a Homer que la sacase de la cabaña; Homer, sin saber que Alberto se encuentra allí, coloca a Sylvia dentro de la caja. Alberto y Sylvia se enamoran mientras que Homer y Marge reavivan su amor. En el presente, Homer y Marge se encuentran con Alberto y Sylvia, casados y con una hija, y descubren las aventuras que cada uno había tenido. Disgustado ante el hecho de que el momento más importante de su vida de matrimonio había estado basado en mentiras y engaños, Homer se arrepiente de haberse casado con Marge y, atrapado entre el equipaje formando una esfera, es empujado por la hija de Alberto y Sylvia hacia dentro del bosque.
De regreso en los años en que eran novios, Ned le dice a Homer que si se casa con Marge, podría hacer el amor con ella todas las veces que quisiera. Caminando en el bosque con Marge, Homer graba el mensaje "Marge y Homer por siempre" en un árbol. En el presente, Homer ve el mensaje en el mismo árbol y decide que aún tenía tiempo para salvar su matrimonio. Trata de pelar la corteza del árbol para mostrarle el mensaje a Marge; ésta llega repentinamente para buscar a Homer y, accidentalmente, golpea el árbol, el cual tenía varias raíces débiles, hacia un barranco. Homer se inclina sobre la corteza y se niega a dejarla ir, pero Marge le dice que el amor mutuo que se tienen se encuentra en ellos mismos, no en el árbol. Homer cae por el barranco hacia el río que se encuentra debajo y pela todo el árbol, con Marge cayendo detrás de él. Dejan de caer cuando la línea de la corteza se detiene, permitiéndoles ser salvados por Bart y Lisa, quienes accidentalmente habían llegado al río.
Al final del episodio, la familia Simpson pasa por una glorieta y entonces, pasan diversos automóviles que participaron en el mismo capítulo bajo efectos supervisuales incluso la esfera de equipaje que Homer formó durante el episodio.